# Marianna (Arkansas)
Marianna è una località degli Stati Uniti d'America, capoluogo della contea di Lee, nello Stato dell'Arkansas.